# Alexander Donskoy
Alexander Victorovich Donskoy (tiếng Nga: Александр Викторович Донской) là cựu thị trưởng thành phố Arkhangelsk của miền Bắc nước Nga. Ông là chính khách đầu tiên của Nga công nhận quốc gia, người tuyên bố ý định tranh cử tổng thống vào năm 2008. Sau khi tuyên bố ý định của mình vào năm 2006, ông đã bị bắt vào tháng 7 năm 2007 sau các cáo buộc về tội phạm kinh tế và lạm dụng chức vụ. Ông được thả vào tháng 3 năm 2008 sau khi nhận bản án 3 năm quản chế.

## Đời tư
Alexander Donskoy công khai vào ngày 24 tháng 10 năm 2017. Trả lời câu hỏi của một nhà báo về việc ông có đồng tính hay không, ông nói có. Sau này Alexander Donskoy xác nhận rằng đây là tuyên bố chính thức.
Vào năm 2017, Donskoy đã lấy chiếc Ferrari của mình và phóng nó qua sảnh của một trung tâm mua sắm ở Moscow vào sáng thứ Hai. Không ai bị thương nhưng phải mất vài phút nhân viên an ninh mới dừng xe, cho phép nó để lại nhiều vết lốp dọc theo sàn của trung tâm thương mại.  Khi được hỏi tại sao ông làm điều này, ông nói nó là để giải trí và như một trò đùa cho công chúng.
Câu đố
Vào ngày 2 tháng 1 năm 2019, một video đã được tải lên YouTube của Donskoy đua xe quanh trung tâm thương mại ở Moscow được đặt theo giai điệu của Trung tâm thương mại dừa từ loạt phim Mario Kart. Nó đã lan truyền và đã thu được hơn 2,2 triệu lượt xem.